# Байден, Джо
Джо́зеф Робине́тт (Джо) Ба́йден-мла́дший (англ. Joseph Robinette "Joe" Biden, Jr. американское произношение: [ˈbaɪdən] (слушать)о файле; род. 20 ноября 1942, Скрантон, Пенсильвания, США) — американский государственный и политический деятель, 46-й президент США (2021—2025) от Демократической партии, занимал пост 47-го вице-президента с 2009 по 2017 год при президенте Бараке Обаме и представлял штат Делавэр в Сенате США с 1972 по 2009 год. Доктор права (1968).
Байден родился в католической семье в Пенсильвании и переехал с ней в Делавэр в 1953 году. Он окончил Делавэрский университет (бакалавр политологии, 1965) и получил степень юриста в Сиракузском университете (доктор права (PhD) в 1968 году). В 1970 году он был избран в Совет округа Нью-Касл, а после выборов 1972 года — в Сенат США от штата Делавэр, и до 1979 года был самым молодым сенатором в истории США. Сенатор Байден запомнился стремлением к улучшению инфраструктуры и защите прав женщин. Байден безуспешно баллотировался в президенты от Демократической партии в 1988 и 2008 годах. В 2008 году кандидат в президенты Барак Обама выбрал Байдена кандидатом на пост вице-президента, и они выиграли, а в 2012 году переизбрались. Он был близким советником Обамы во время двух своих сроков на посту вице-президента. Будучи вице-президентом, Байден отвечал за многие вопросы внешней политики США. В 2017—2019 годах преподавал международную дипломатию в Пенсильванском университете.
На президентских выборах 2020 года, после победы на внутрипартийных праймериз, Байден выбрал Камалу Харрис своим кандидатом на пост вице-президента и победил действующего президента Дональда Трампа. Вместе с Харрис, которая стала первой женщиной-вице-президентом США, стал Человеком года по версии Time (2020).
Президент Байден подписал Закон об американском плане спасения в связи с пандемией COVID-19 и рецессией. Он подписал федеральные законы: признал День освобождения рабов (19 июня) федеральным праздником (акт о Дне национальной независимости 19 июня, 2021), закон в отношении выделений инвестиций в транспорт, энергетику и строительства жилья (Закон об инвестициях в инфраструктуру и рабочие места, 2021), военной помощи Украине в борьбе с российской агрессией (Закон о ленд-лизе в защиту демократии на Украине, 2022), стимуляции и развитии промышленности полупроводников (Закон о чипах и науке, 2022), защиту от изменений климата (Закон о снижении инфляции, 2022), защиту прав ЛГБТК+ людей и афроамериканцев (Закон об уважении брака, 2022).
Во внешней политике Байден восстановил членство Америки в Парижском соглашении. Он руководил полным выводом войск США из Афганистана и положил конец войне в Афганистане, что привело к падению афганского правительства и захвату контроля талибами. В ответ на вторжение России на Украину он ввёл санкции против России и объявил об оказании гражданской и военной помощи Украине. Во время войны между Израилем и ХАМАСом Байден осудил действия ХАМАС и других палестинских боевиков как терроризм, объявил о военной поддержке Израиля и направил ограниченную гуманитарную помощь палестинскому гражданскому населению в секторе Газа. Вместе с республиканцами он пытался разрешить кризис лимита госдолга США в 2023 году путём переговоров о повышении потолка госдолга.
В апреле 2023 года Байден выдвинул свою кандидатуру в президенты на второй срок. После праймериз Демократической партии 2024 года он стал возможным кандидатом партии на президентских выборах 2024 года, но в июле 2024 года снял свою кандидатуру из-за проблем с возрастом и здоровьем. Байден стал первым президентом, который отказался от участия в выборах после того, как собрал достаточное количество делегатов, чтобы выиграть повторное выдвижение. Он поддержал Харрис на пост своего преемника, но она проиграла выборы Дональду Трампу. Байден стал самым пожилым действующим президентом США — на момент ухода с должности он достиг возраста 82 лет.

## Биография

### Происхождение и ранние годы жизни

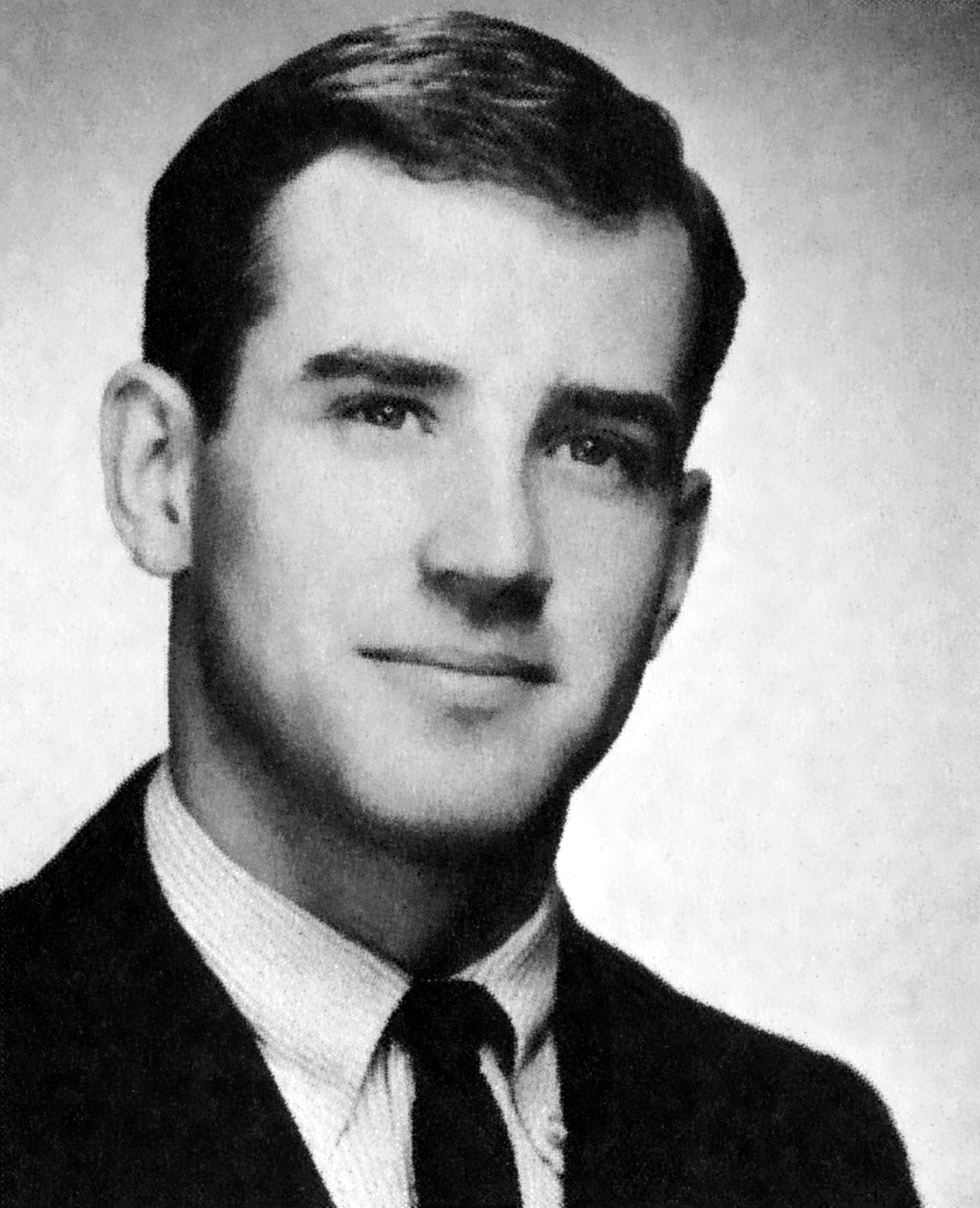
Выпускной портрет Байдена, 1965 г.

Джо Байден родился 20 ноября 1942 года в Скрантоне, штат Пенсильвания. Родители: отец Джозеф Робинетт Ба́йден-старший (1915—2002), мать Кэтрин Юджиния (Джин) Финнеган (1917—2010). Семья была относительно консервативно-католической. Он первый из четырёх детей семьи, происходившей по линии матери, по разным источникам, из графства Лаут в Ирландии, либо из графства Дерри (ныне Северная Ирландия).
Прапрапрадед Джо Байдена по отцу, Уильям Байден, родился в графстве Сассекс, Англия, откуда и эмигрировал в Соединённые Штаты. Его прадед по матери, Эдвард Фрэнсис Блюитт, был членом Сената Пенсильвании.
У Джо Байдена два брата — Джеймс Брайан (род. 1949) и Френсис и сестра Валери Оуэнс (род. 1945).
Учился в школе Святой Елены в Уилмингтоне, а затем в частной подготовительной школе «Академия Арчмер» в Клеймонте в штате Делавэр. В Академии Байден хорошо играл бейсбол в школьной футбольной команде. Хотя он происходил из семьи со скромными доходами, Джо был президентом класса в младших и старших классах. Он окончил учёбу в 1961 году. В школьные годы у Байдена было заикание, но после 20-ти он начал постепенно побеждать свой дефект.
Позже обучался в Делавэрском университете, будучи ничем не выдающимся студентом, окончил его в 1965 году, получив двойную степень бакалавра в истории и политологии. В 1968 году Байден окончил юридическую школу Сиракузского университета в штате Нью-Йорк со степенью доктора права.

### Начало политической карьеры в штате Делавэр (1970—1972)
В 1970 году Байден был избран членом Совета округа Ньюкасл от 4-го избирательного округа. Его предшественник, республиканец Генри Р. Фолсом предпочёл баллотироваться в члены совета от 5-го округа. 5 января 1971 года Байден принёс присягу. В совете он запомнился как убеждённый противник строительства высокоскоростных магистралей на территории своего округа.
На выборах штата Делавэр в 1972 году, Байден победил действующего сенатора-республиканца Калеба Боггса и стал младшим сенатором США от штата Делавэр. Члены семьи управляли и комплектовали кампанию, которая основывалась на личных встречах с избирателями и раздаче из рук в руки документов с изложением позиции, этот подход стал возможен благодаря небольшому размеру Делавэра. Он получил помощь от социолога-демократа Патрика Кэдделла. Его платформа была сосредоточена на защите окружающей среды, уходе из Вьетнама, гражданских правах, общественном транспорте, справедливом налогообложении, здравоохранении и недовольстве общества «обычной политикой». За несколько месяцев до выборов Байден отставал от Боггса почти на тридцать процентных пунктов, но смог существенно сократить разрыв, а на выборах победил, набрав 50,5 % голосов в голосовании.
1 января 1973 года Байден подал в отставку из окружного совета в связи с избранием в Сенат США. Его преемником в совете стал демократ Фрэнсис Р. Свифт.

### В Сенате США (1973—2009)

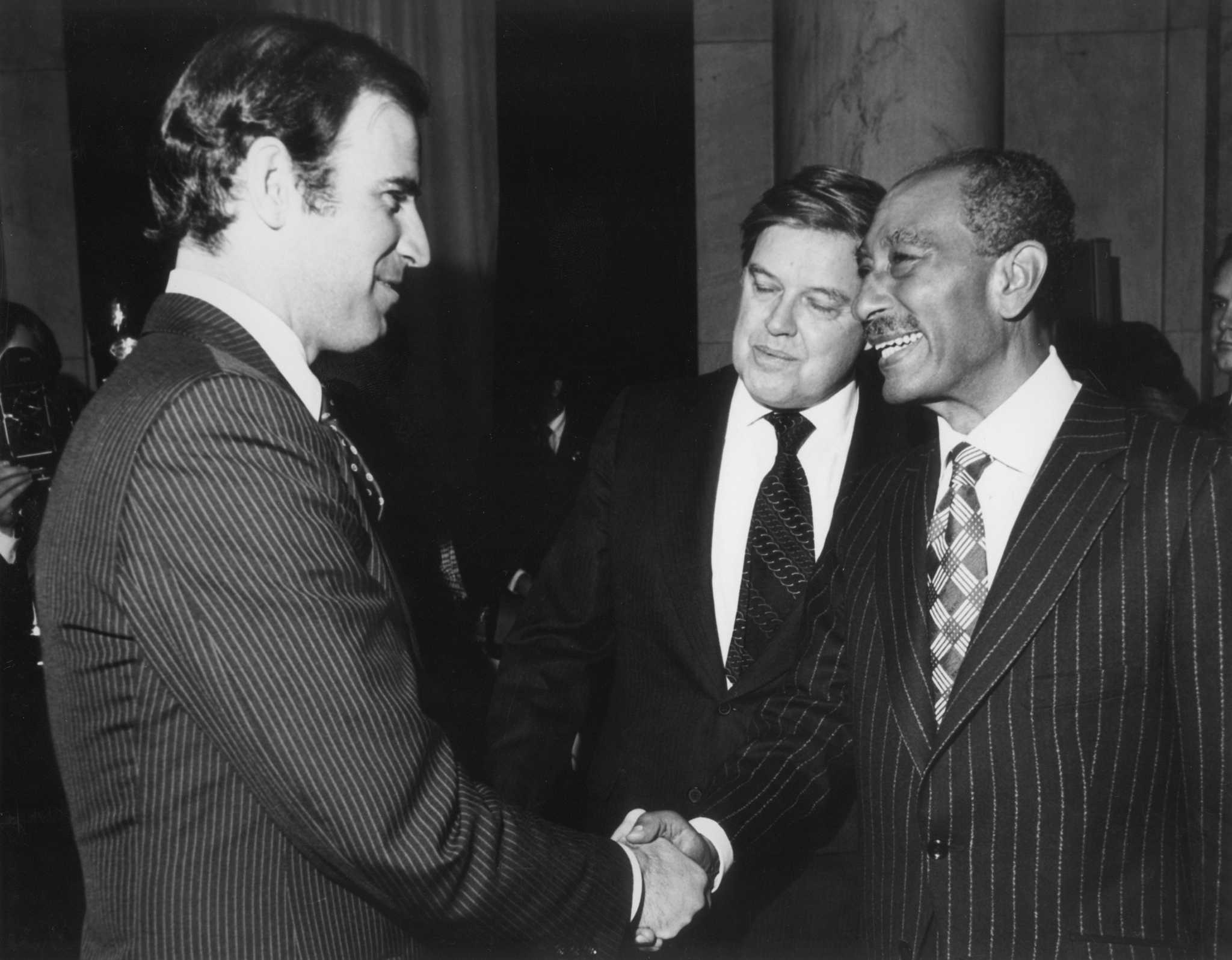
Сенаторы Байден и Чёрч на встрече с президентом Египта Анваром Садатом в 1979 году

В 1972 году Джо Байден был впервые избран в Сенат США от штата Делавэр. На момент избрания он достиг возраста 29 лет, минимального для сенаторов 30-летнего возраста он достиг незадолго до инаугурации.
С 1973 по 1979 год он являлся самым молодым сенатором США (30—36 лет).
Байден переизбирался в сенат в 1978, 1984, 1990, 1996, 2002 и 2008 годах. С 1987 по 1995 год возглавлял судебный комитет в сенате США. Дважды (в 2001—2003 и в 2007—2009 годах) становился председателем сенатского комитета по международным отношениям.

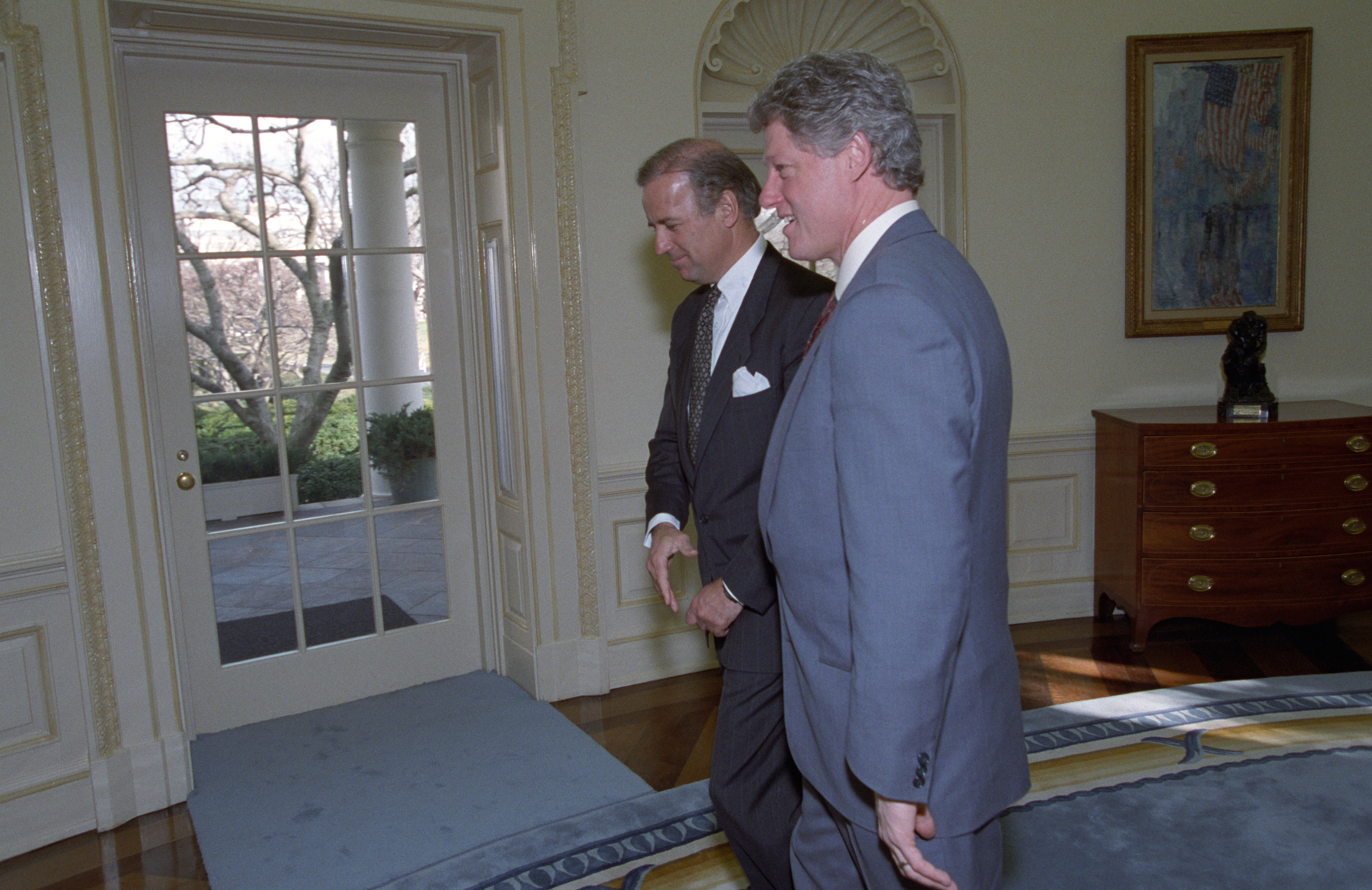
Президент Билл Клинтон и сенатор Джо Байден в Овальном кабинете. 1993 год

В первые годы своего пребывания в Сенате Байден сосредоточил своё внимание на защите потребителей и проблемах окружающей среды и призывал к большей подотчётности правительства. В интервью 1974 года он описал себя как либерала в вопросах гражданских прав и свобод, проблем пожилых людей и здравоохранения, но консерватора в других вопросах, включая аборты и призыв на военную службу. Байден был первым сенатором США, поддержавшим кандидатуру Джимми Картера на пост президента на праймериз Демократической партии 1976 года.
Байден также занимался вопросами контроля над вооружениями. После того, как Конгресс не смог ратифицировать Договор ОСВ-2, подписанный в 1979 году советским генеральным секретарём Леонидом Брежневым и президентом Джимми Картером, Байден встретился с советским министром иностранных дел Андреем Громыко в Москве, чтобы сообщить об обеспокоенности Америки и добиться изменений, которые ответили на возражения сенатского комитета по международным отношениям. В 1988 году Байден повторно посетил Москву по приглашению советского руководства для обсуждения проблематики разоружения.
Он привлёк значительное внимание, когда раскритиковал госсекретаря Джорджа Шульца на слушаниях в Сенате за поддержку администрацией Рейгана Южной Африки, несмотря на продолжающуюся политику апартеида.
В 1988 году у Байдена была диагностирована аневризма двух сосудов головного мозга, в критическом состоянии он был доставлен в госпиталь, где ему была сделана срочная операция. Через семь месяцев после неё Байден смог вернуться к работе в Сенате.
Байден часто действовал в интересах армянского лобби и в 1995—2007 годах входил в Группу по армянским делам Конгресса США. Он голосовал за принятие антиазербайджанской Поправки 907 и за выделение американской финансовой помощи Армении и непризнанной Нагорно-Карабахской Республике в 1992—2008 годах/
Байден проголосовал за положение 1993 года, которое считало гомосексуальность несовместимым с военной службой, тем самым запрещая геям служить в вооружённых силах. В 1996 году он проголосовал за Закон о защите брака, который запрещал федеральному правительству признавать однополые браки, тем самым лишая лиц, состоящих в таких браках, равной защиты в соответствии с федеральным законом и позволяя штатам делать то же самое. В 2015 году этот закон был признан неконституционным в деле Обергефелл против Ходжеса, где Байден поддержал уже защиту прав ЛГБТ.
Байден критиковал независимого адвоката Кена Старра во время расследования скандала с Левински в 1990-е годы, заявив, что «в аду будет холодный день», прежде чем другому независимому адвокату будут предоставлены аналогичные полномочия. Он проголосовал за оправдание во время импичмента президента Клинтона. В 2000-е годы Байден поддержал Закон о банкротстве, которого добивались эмитенты кредитных карт. Клинтон наложил вето на законопроект в 2000 году, но в 2005 году он был принят как Закон о предотвращении банкротства и защите прав потребителей, причём Байден был одним из 18 демократов, проголосовавших за него, в то время как ведущие демократы и организации по защите прав потребителей выступили против него. Будучи сенатором, Байден решительно поддерживал увеличение финансирования Amtrak и обеспечение безопасности железных дорог.
Байден был одним из оппонентов начатой Джорджем Бушем в декабре 2001 года кампании по выходу из советско-американского Договора по ПРО от 1972 года.
К концу 2006 года Байден стал противником продолжения войны в Ираке и Афганистане, и вообще агрессивных военных действий США. Он выступил против увеличения численности войск в 2007 году, заявив, что генерал Дэвид Петреус «совершенно ошибался», полагая, что увеличение численности войск может сработать. Вместо этого Байден выступал за разделение Ирака на свободную федерацию трёх этнических государств. Являлся автором законопроекта, по которому 26 сентября 2007 года Сенат США принял резолюцию о поддержке федеративного государственного устройства в Ираке: федерацию трёх регионов — курдского, суннитского и шиитского.Вместо того, чтобы продолжать существующий подход или уйти, план предусматривал «третий путь»: федерализацию Ирака и предоставление курдам, шиитам и суннитам «передышки» в их собственных регионах. В сентябре 2007 года Сенат принял необязывающую резолюцию, одобрившую этот план, но идея не получила поддержки.

### Президентские выборы в США (2008)
К 2008 году Байден был опытным сенатором, который пробыл на посту члена верхней палаты от Делавэра 35 лет. Перед президентскими выборами 2008 года Байден боролся за выдвижение своей кандидатуры от Демократической партии, но уже 3 января снялся с праймериз и сконцентрировался на переизбрании в Сенат.
После того как кандидатом от демократов стал Барак Обама, он 23 августа 2008 года выбрал Джо Байдена в качестве кандидата на пост вице-президента. Байден после этого продолжил и свою сенатскую кампанию.
4 ноября 2008 года состоялись президентские выборы, на которых тандем Обама—Байден одержал победу над Джоном Маккейном и Сарой Пэйлин. Одновременно прошли выборы в Сенат от Делавэра, на которых Байден был вновь избран в верхнюю палату Конгресса.

### Вице-президент США(2009—2017)

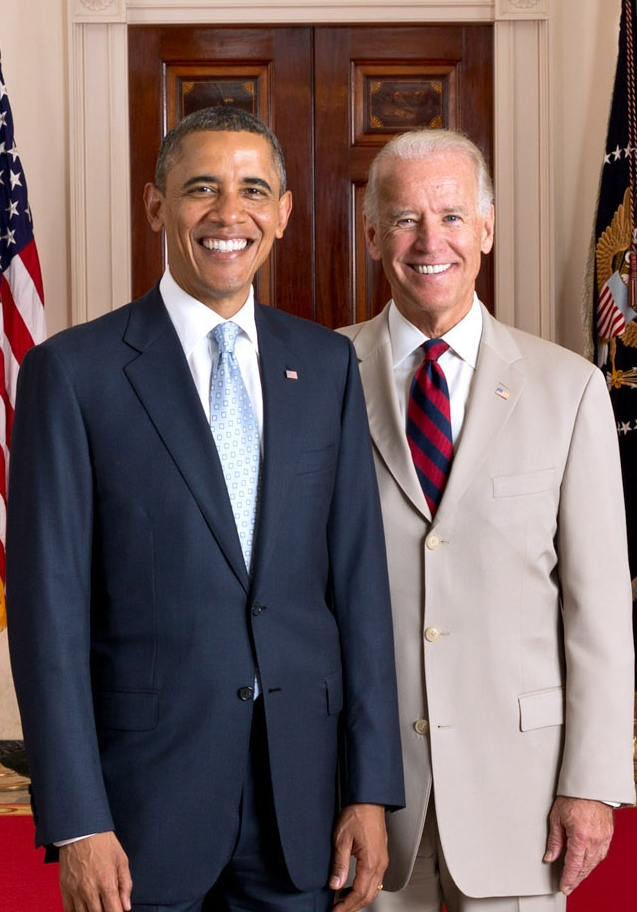
Обама и Байден. Июль 2012

#### Первый срок
Инаугурация Барака Обама и Джо Байдена состоялась 20 января 2009 года. За пять дней до этого, 15 января 2009 года Байден ушёл в отставку из Сената. На его место губернатор Делавэра назначил на два года другого представителя Демократической партии — Теда Кауфмана.
Байден стал первым в истории США вице-президентом — католиком.
Байден поддержал инициативу Обамы о реформе здравоохранения, он шокирующе заявил, что подписание Обамой Закона о защите пациентов и доступном медицинском обслуживании было «охрененно большим событием» 23 марта 2010 года.
Байден активно агитировал за демократов на промежуточных выборах 2010 года, сохраняя оптимизм перед лицом прогнозов о крупномасштабных потерях для партии. В декабре 2010 года отстаивание золотой середины Байденом, за которым последовали его переговоры с лидером сенатского меньшинства Митчем Макконнеллом, сыграли важную роль в выработке компромиссного налогового пакета администрации, который включал временное продление снижения налогов, введённого Бушем.

#### Второй срок
В 2012 году Демократическая партия США вновь выдвинула кандидатуру Байдена на пост вице-президента для участия в выборах 2012 года (в паре с действующим президентом Обамой). Пара Обама—Байден одержала победу и на этих выборах — таким образом, оба они были переизбраны на второй срок.
Повторная инавгурация Барака Обамы и Джо Байдена состоялась 20 января 2013 года на небольшой церемонии в его официальной резиденции Number One Observatory Circle.
Закон Байдена о насилии в отношении женщин был снова утверждён в 2013 году. Этот закон привёл к соответствующим событиям, таким как создание Совета Белого дома по делам женщин и девочек в первый срок, а также Целевой группы Белого дома по защите студентов от сексуального насилия в январе 2014 года под председательством Байдена и Валери Джарретт.
Байден выступал за вооружение сирийских повстанцев. По мере усиления повстанческого движения ИГИЛ в Ираке в 2014 году вновь внимание было обращено на план федерализации Ирака Байдена-Гельба 2006 года, при этом некоторые наблюдатели предположили, что Байден был прав с самого начала. Сам Байден заявил, что США пойдут за ИГИЛ «к вратам ада».
Журналисты разных изданий часто говорили, что во время своего второго срока Байден готовился к выдвижению своей кандидатуры на пост президента от Демократической партии в 2016 году. Поскольку в середине 2015 года его семья, множество друзей и спонсоры поощряли его вступить в гонку, а рейтинги благосклонности Хиллари Клинтон в то время падали, Байден, как сообщается, снова серьёзно рассматривал эту перспективу. К концу 2015 года Байден все ещё не был уверен в возможности баллотироваться. Он чувствовал, что недавняя смерть его сына Бо в значительной степени истощила его эмоциональную энергию. 21 января, выступая с трибуны в Розовом саду вместе со своей женой и Обамой, Байден объявил о своём решении не баллотироваться на пост президента в 2016 году.

### В отставке (2017—2019)
В декабре 2016 года Байден заявил журналистам, что не исключает того, что может баллотироваться на пост президента страны в 2020 году.
В феврале 2017 года, после прихода к власти Дональда Трампа, Байден работал в Университете Пенсильвании, преподавал международную дипломатию. В 2018 году возглавил в университете центр «Penn Biden Center for Diplomacy and Global Engagement», сосредоточенный преимущественно на дипломатии, внешней политике и национальной безопасности.

### Предвыборная кампания 2020 года

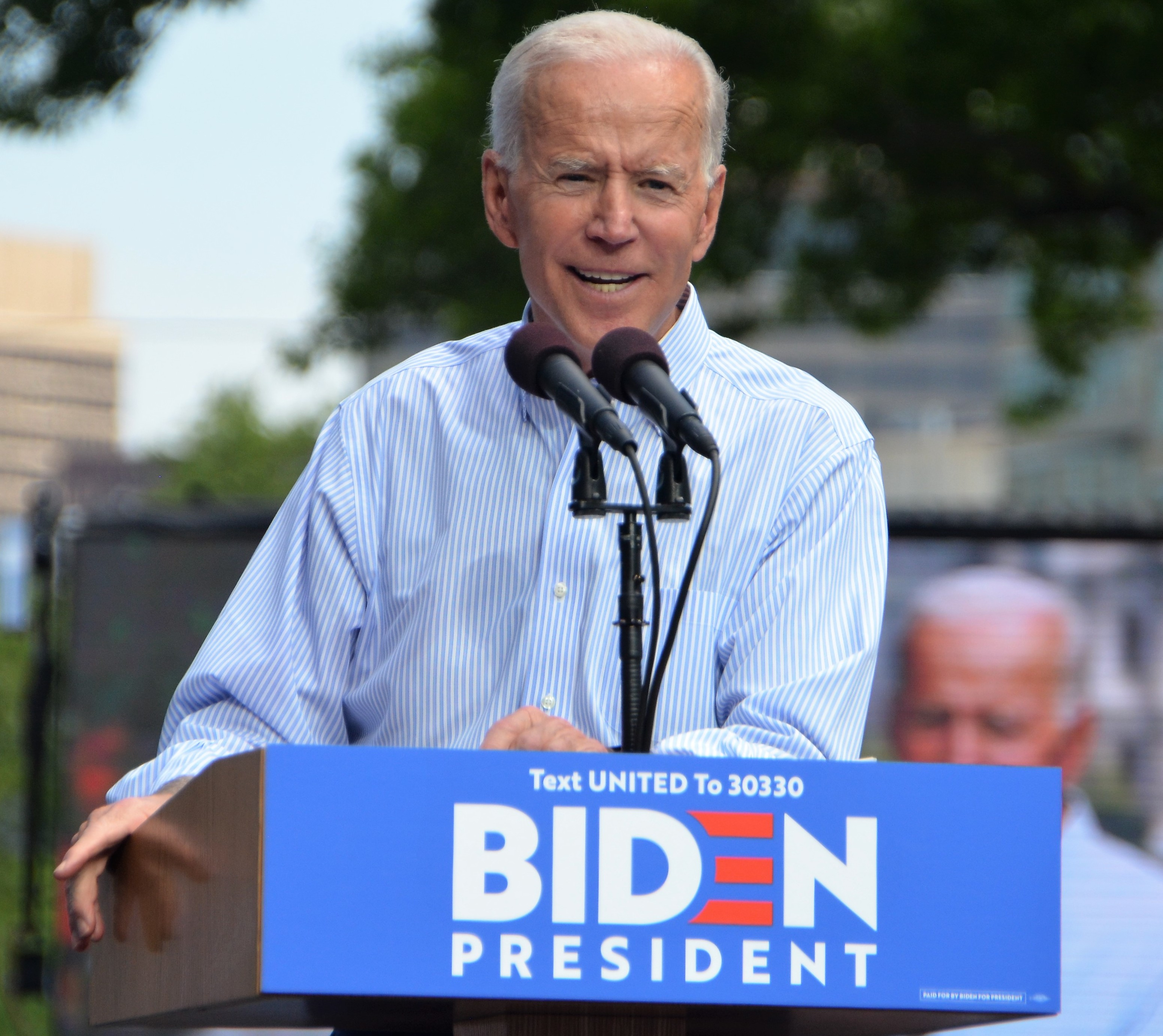
Байден в Филадельфии. Май 2019

25 апреля 2019 года Джо Байден объявил о своём участии в выборах президента США, опубликовав сообщение в Twitter c текстом «Основные ценности этой нации… Наше положение в мире… Наша демократия… Всё, что сделало Америку Америкой, поставлено на карту. Именно поэтому сегодня я объявляю о своей кандидатуре на выборах президента США». При этом Байден стал 20-м по счёту политиком, который заявил о намерении добиться выдвижения от Демократической партии на выборах 2020 года.
В отчёте врача Байдена, опубликованном предвыборным штабом политика, говорится, что Байден по состоянию здоровья может исполнять обязанности главы государства, «здоров и активен», у кандидата «нет каких-либо болезней или нарушений, которые бы могли помешать ему быть главой американской администрации». По данным врача, у Байдена иногда бывают нарушения нормального ритма сокращений сердца, однако это не создаёт серьёзных трудностей. В отчёте также говорится, что Байден не курит, не употребляет алкоголь и регулярно занимается спортом.
Пресса обвиняла Байдена и его сына Хантера в связях с украинским газовым олигархом, бывшим министром экологии, а также владельцем компании Burisma Holdings Николаем Злочевским. По утверждению The New York Times, в ходе своего визита на Украину в марте 2016 года Байден угрожал задержать предоставление американских гарантий на кредит Украине в объёме 1 млрд долларов в случае, если не будет уволен обвинявшийся в бездействии на ниве борьбы с коррупцией генеральный прокурор, в сферу ответственности которого входили и возможные правонарушения в деятельности Burisma Holdings (генпрокурор Шокин был отправлен в отставку 3 апреля 2016 года). В день официального объявления об участии Джо Байдена в избирательной кампании сын Хантер вышел из состава совета директоров Burisma Holdings. В октябре 2019 года в ходе теледебатов Байден заявил, что не усматривает наличие конфликта интересов между его работой на государственной службе и включением его сына Хантера в состав правления газодобывающей компании Burisma на Украине, заявив — «мой сын не совершал ничего предосудительного. Я не совершал ничего предосудительного. … Не было никакого конфликта интересов. Мой сын самостоятельно принял решение (работать на Украине), я горжусь выбором, который он сделал». В конце декабря 2019 года Байден, отвечая на вопросы избирателей в штате Нью-Гэмпшир, не исключил возможность взять республиканца напарником в своей президентской гонке. При этом в новейшей истории США не было случаев, когда кандидат в президенты от демократов или республиканцев выбирал своим напарником в гонке и претендентом на пост вице-президента страны представителя иной партии, помимо своей. По итогам первого кокуса Демократической партии, проведённого в Айове, Байден неожиданно получил только четвёртое место с 15,8 % голосов, его опередили Пит Буттиджич (26,2 % голосов), Берни Сандерс (26,1 %) и Элизабет Уоррен (18 % голосов). Байден, выступая перед избирателями, назвал эти результаты «ударом под дых» и одновременно заявил, что его «не первый раз в жизни отправляют в нокдаун» и что он «не пойдёт на поводу тех, кто хочет списать со счетов». Также Байден проиграл кокусы демократов в Нью-Гэмпшире и Неваде. Первую победу на праймериз Джо Байден одержал в Южной Каролине, с большим отрывом обойдя Берни Сандерса.
18 августа 2020 года на общенациональном съезде демократической партии в Милуоки был официально утверждён её кандидатом на будущих президентских выборах, получив более 3,5 тысяч голосов партийных делегатов.
В ходе всей гонки Байден был лидером по сбору финансовых пожертвований от сторонников в избирательный фонд. За второй, третий и четвёртый кварталы 2019 года он собрал в сумме 60,4 млн долларов (по кварталам: 22; 15,7; 22,7 млн долларов соответственно).

#### Отношение американцев
- в начале января 2020 года опрос, проведённый исследовательской службой Morning Consult среди членов Демократической партии, показал, что Байдена поддерживает 31 % опрошенных. В то время как сенатора от штата Вермонт Берни Сандерса — 23 %, сенатора от штата Массачусетс Элизабет Уоррен — 14 %, мэра города Саут-Бенд Пита Буттиджича — 8 % и бывшего мэра Нью-Йорка Майкла Блумберга — 7 %[92];
- в середине февраля опрос социологической службы Ipsos, проведённый по заказу агентства Reuters, показал снижение поддержки Байдена до 17 % по всей стране после неудачных для него собраний партийных активистов (кокусов) в штате Айова. На первое место вышел Берни Сандерс (20 % опрошенных), третий — Майкл Блумберг (15 % респондентов), далее Элизабет Уоррен (11 %) и Пит Буттиджич (8 %)[93].

#### Позиция Байдена по ключевым внешнеполитическим вопросам
- Байден выступает за немедленный вывод американских войск из Афганистана и пообещал начать переговоры с талибами сразу после вступления в должность главы государства[94];
- одновременно политик считает необходимым сохранение минимально необходимого военного присутствия США в других «горячих точках» (как минимум — на уровне сил специального назначения) и считает нужным сохранять НАТО для противостояния России в Восточной Европе[95][96];
- выступает за сохранение «ядерной сделки» с Ираном и считает, что США должны добиться от властей этой страны возвращения к её условиям[97];
- считает, что США должны совершенствовать и модернизировать системы, предназначенные для защиты от кибератак из РФ и Китая[98];
- уверен, что налоговая политика Трампа «душит средний класс», и намерен «ликвидировать все те налоговые поблажки, которые предоставлены людям с высоким уровнем доходов»[99];
- Байден уверен, что президент России лично «не желает его победы на предстоящих в 2020 году президентских выборах»[100].

### Президент США (2021—2025)

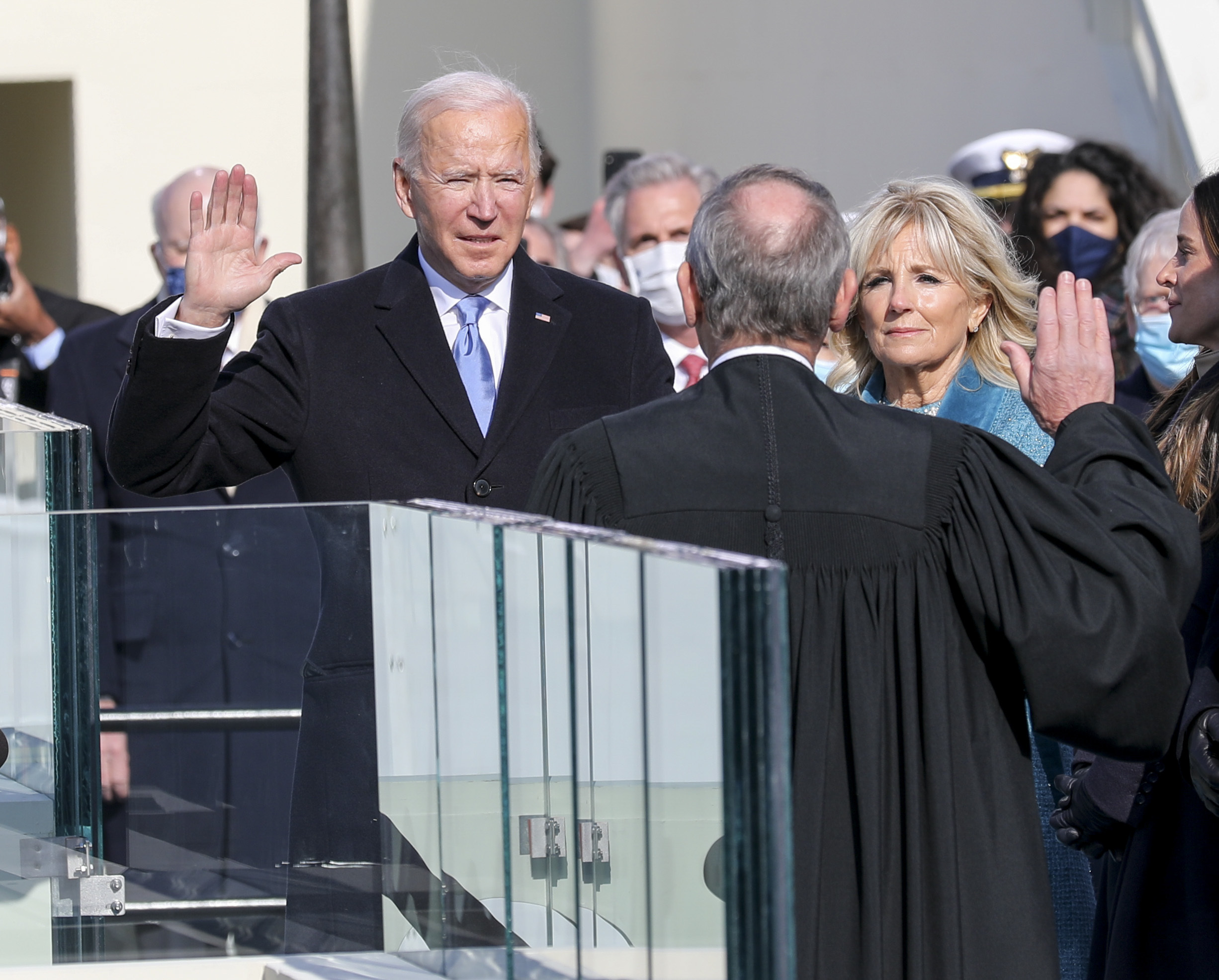
Джо Байден на инаугурации, Вашингтон, 20 января 2021 года

20 января 2021 года в 11:49 по Североамериканскому восточному времени Джо Байден произнёс присягу на Библии и вступил в должность 46-го главы государства, став в свои 78 лет и 2 месяца старейшим по возрасту президентом США за всю историю страны и первым президентом США из штата Делавэр (в январе 2025 этот рекорд побил Дональд Трамп, который повторно инаугурировался в 78 лет и 7 месяцев). В рамках 59-й по счёту церемонии инаугурации Байден на западном крыльце Капитолия произнёс текст присяги, состоящий из 35 слов, на Библии.
Присягу принимал председатель Верховного суда Джон Робертс. После этого Байден произнёс 20-минутную речь, посвящённую объединению страны.

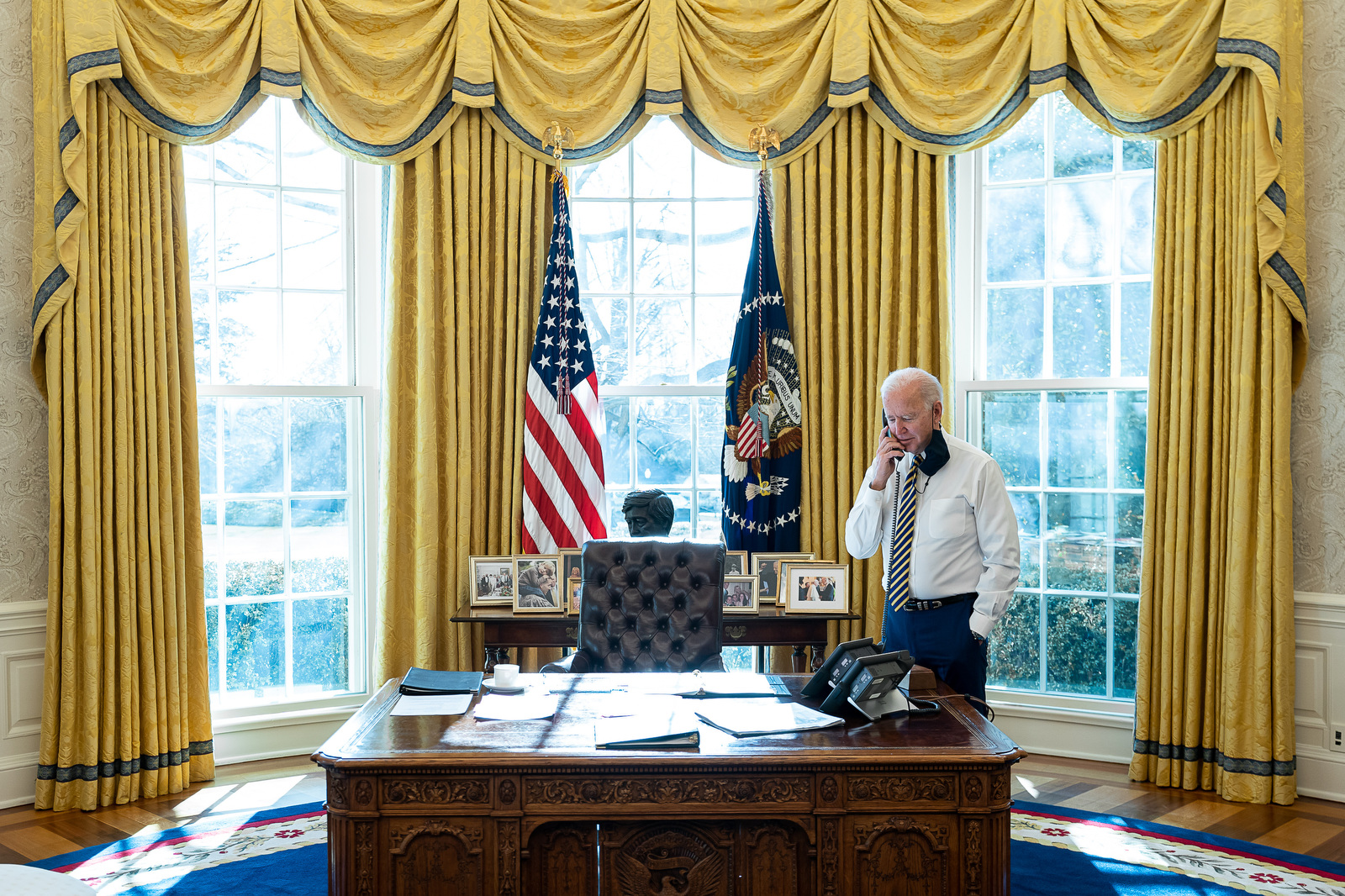
Президент США Джо Байден в рабочем кабинете, 22 января 2021 года

#### Формирование кабинета
Избранный или действующий президент США имеет право выдвигать членов своего кабинета в Сенат Соединённых Штатов для утверждения в соответствии с пунктом о назначениях Конституции США. До утверждения и во время слушаний в Конгрессе высокопоставленный карьерный член исполнительного департамента возглавляет этот предварительно утверждённый кабинет на исполняющей обязанности. Создание кабинета министров было частью передачи власти после президентских выборов в США в 2020 году.
Помимо 15 глав исполнительных ведомств, в правительстве работают 10 чиновников. Байден изменил структуру своего кабинета, повысив посты председателя Совета экономических консультантов, директора Управления по научно-технической политике и посла в ООН до должностей на уровне кабинета министров. Первоначально Байден исключил директора ЦРУ из своего кабинета, но в июле 2023 года отменил этот шаг.

#### Внутренняя политика
За первые два дня на посту президента Байден подписал 17 указов — больше, чем большинство последних президентов за первые 100 дней. К третьему дню своего президентства Джо Байден отменил ряд указов Дональда Трампа: остановил выход из ВОЗ и Парижского соглашения по климату, строительство стены на границе с Мексикой, разрешил гражданам из ряда мусульманских и африканских стран въезд в США и отменил строительство нефтепровода Keystone XL по просьбе экологов, также новоизбранный президент обязал носить медицинские маски в госучреждениях и при пересечении штатов. 31 августа 2021 года вывел американские войска из Афганистана.
В январе 2023 года Джо Байден попал в скандал, связанный с секретными документами, обнаруженными за пределами Белого дома. Секретные документы Байден получил будучи вице-президентом, после завершения полномочий в 2017 году, президент США должен был сдать их в архив, однако не сделал этого. Согласно данным республиканцев, документы были обнаружены накануне промежуточных ноябрьских выборов в конгресс, однако информация была обнародована только в январе 2023 года. Скандал совпал по времени с началом расследования в Палате представителей деятельности Джо Байдена и его окружения. Конечная цель законодателей-республиканцев — импичмент президента.

#### Экономика
В первые дни президентства Байден упразднил законы о снижении налогов для богатых и корпораций, принятых Трампом. Поддерживает модель прогрессивного налогообложения.
Президентский срок Байдена совпал с временем восстановления после рецессии в связи с пандемией COVID-19 — периодом быстрого роста валового внутреннего продукта, занятости и зарплат и сокращения безработицы, но и крайне высокой инфляции. Экономическую политику Байдена описывали термином «байденомика» (англ. bidenomics), по аналогии с рейганомикой. Одним из её основных принципов стало наращивание экономики «из центра в стороны и снизу вверх» — за счёт повышения спроса и покупательной способности населения, в противовес ориентированной на предложение рейганомике. В число важнейших пакетов реформ, проведённых правительством Байдена, вошли Закон об американском плане спасения 2021 года, Закон об инвестициях в инфраструктуру и рабочие места (2021), Закон о снижении инфляции (2022) и Закон о чипах и науке (2022). Эти реформы включали в себя активное государственное вмешательство в экономику в виде денежных вливаний — в том числе вложений в транспортную инфраструктуру и создание новых рабочих мест, сокращение расходов на здравоохранение через регулирование цен на оплачиваемые государством лекарства, переход к альтернативной энергетике, а также стимулирование полупроводниковой промышленности.

#### Социально-государственная политика
Байден выступает и продвигает легализацию медицинских наркотиков, не поддерживает запрет абортов, но поддерживает жёсткую регламентацию небольшого перечня случаев, когда эту операцию могут оплатить за счёт медицинской страховки, в большинстве за зелёную политику, обязательное медицинское страхование, поддерживает двухпартийную систему предвыборной кампании.
Байден поддерживал право на аборт на протяжении всего своего президентства. Он раскритиковал почти полный запрет на доступ к абортам, введённый в большинстве штатов, контролируемых республиканцами и принял меры по защите прав на аборт в Соединённых Штатах на федеральном уровне
Во время президентства Байдена также усилилась юридическая защита прав ЛГБТ. В декабре 2022 года Джозеф Байден подписал Закон об уважении брака, который защищает однополые браки в США на федеральном уровне. Он назначил на руководящие должности нескольких гомосексуалов, включая первого открытого гомосексуала-члена кабинета министров Питта Буттиджича в истории США. Будучи сенатором, Байден не поддерживал права на однополые браки в отдельных штатах, голосовал за Закон о защите брака, но выступал против предложений о внесении поправок в Конституции, которые запретили бы однополые браки по всей стране.

#### Внешняя политика

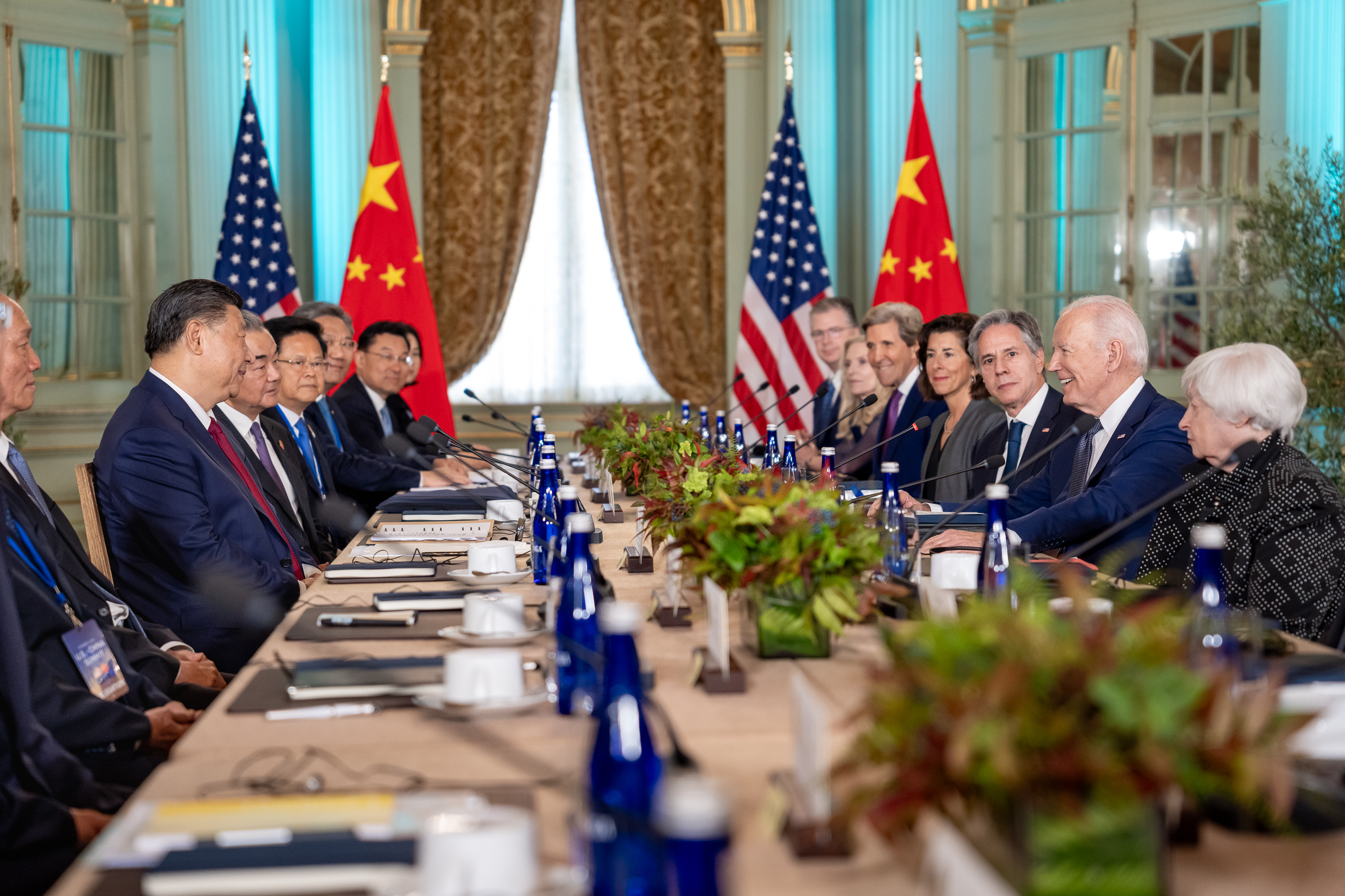
Джо Байден и Си Цзиньпин, 15 ноября 2023 года

В 2020 году Байден заявил:
Соединённые Штаты всегда будут оставлять за собой право защищать себя и своих союзников силой, если это необходимо. Но сила должна использоваться разумно для защиты жизненно важных интересов Соединённых Штатов, только когда цель ясна и достижима, по информированному согласию американского народа и, если нужно, по одобрению Конгресса.
В сфере безопасности администрация Байдена возлагается на внешнеполитическую Доктрину Пауэлла, суть которой состоит в том, что США не должны вступать в активные боевые действия не имея:
- чёткого национального интереса;
- общественной поддержки внутри и вне США;
- союзников, готовых оказать реальную военную и экономическую поддержку.

В 2022 году с начала полномасштабной российской агрессии против Украины Байден решительно поддержал Киев. Поддерживает упрощённое вступление Украины в НАТО после завершения войны. Вашингтон при Байдене оказал более 51 миллиард долларов США иностранной помощи (с начала вторжения и по состоянию на 19 февраля 2023 года).
В 2023 году Джо Байден назвал политического лидера КНР Си Цзиньпина «диктатором».

#### Россия

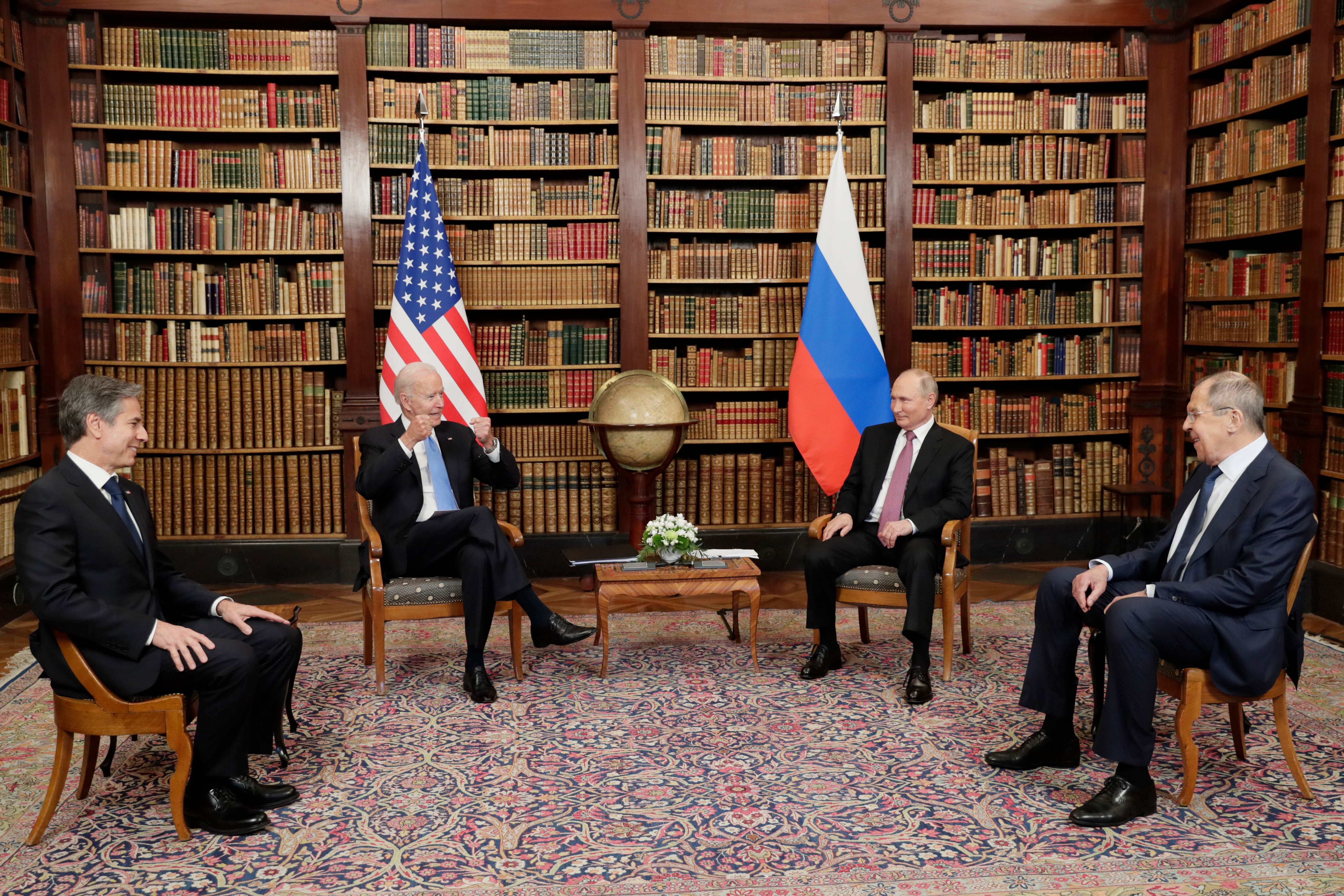
Д. Байден и В. Путин на саммите в Женеве, 16 июня 2021

26 января 2021 года состоялся первый после избрания на президентский пост телефонный разговор Байдена с президентом России Владимиром Путиным. Стороны обсудили ряд ключевых проблем и вопросов двусторонних отношений, в том числе продление договора СНВ-III. 3 февраля договор был продлён на пятилетний срок без изменений.
2 марта США впервые с начала президентства Байдена объявили о введении санкций в отношении России по обвинению в попытке отравления Алексея Навального в августе 2020 года. Через две недели после этого, 17 марта, Байден в интервью телеканалу ABC News заявил, что лично предупреждал Владимира Путина о последствиях, если вскроется факт его вмешательства в президентские выборы в США 2020 года, а также ответил утвердительно на вопрос, считает ли он президента России убийцей.
13 апреля в ходе телефонного разговора с Путиным Байден предложил ему встретиться на нейтральной территории и обсудить полный спектр вопросов во взаимоотношениях двух государств. Через два дня, 15 апреля, США ввели новые санкции против России.
16 июня в Женеве состоялся саммит США и России, в рамках которого прошла первая встреча президентов двух стран. На ней был обсуждён широкий спектр вопросов, в числе которых кибербезопасность, права человека, стратегическая стабильность, ситуация на Украине и в Беларуси, обмен заключёнными.
В феврале 2024 года Владимир Путин заявил, что Джо Байден, как более опытный и прогнозируемый политик, более предпочтителен для России на посту президента США нежели Дональд Трамп.

#### Турция

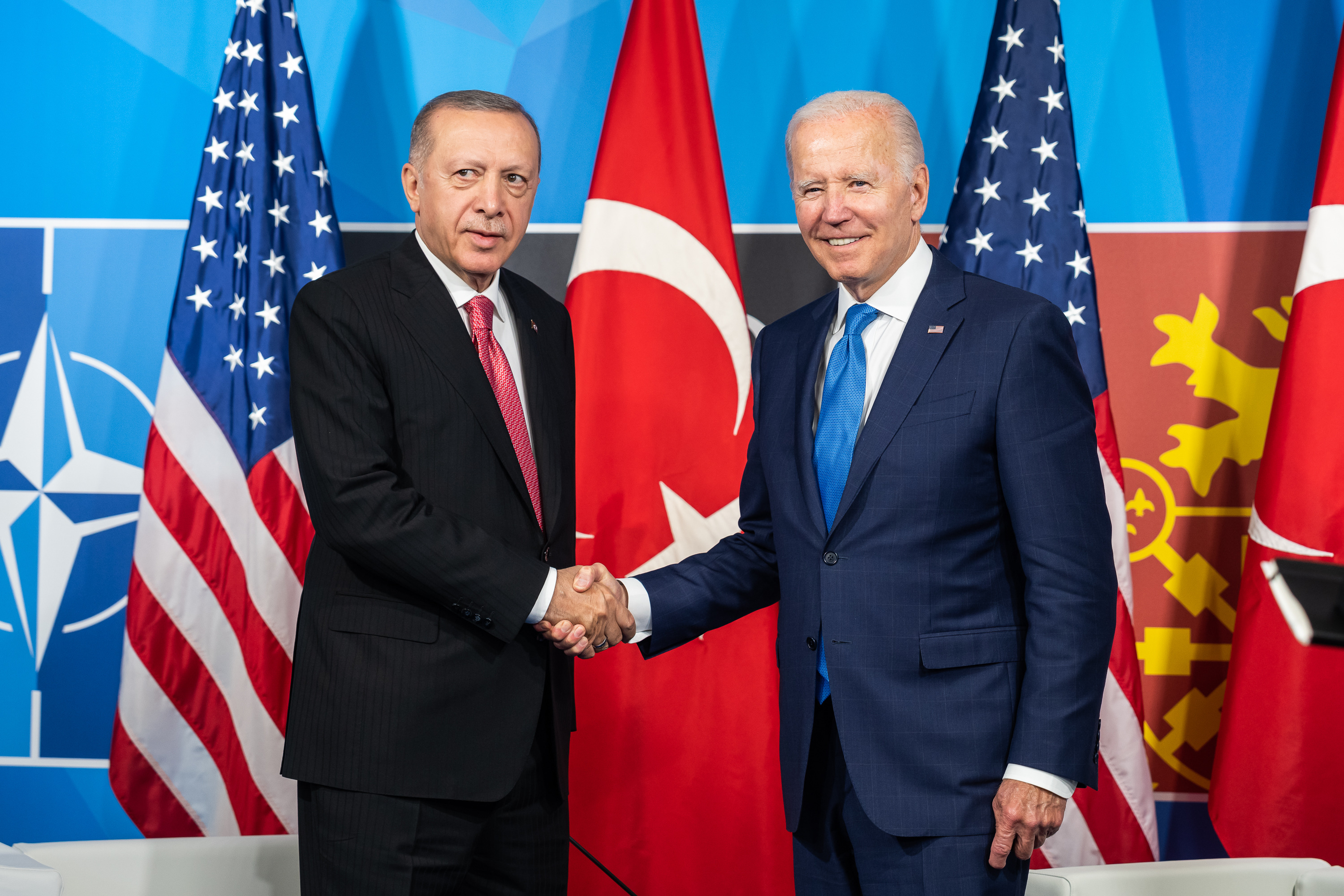
Д. Байден и Р. Эрдоган жмут друг другу руки на саммите НАТО в Мадриде, 29 июня 2022

25 апреля 2021 года Байден признал геноцидом массовые убийства этнических армян в Османской империи в начале XX века, соответствующее заявление было опубликовано на сайте Белого дома. Министр иностранных дел Турции Мевлют Чавушоглу в ответ на высказывание американского президента заявил, что оно основано на популизме и Турция отвергает его.

#### Украина
Обозреватель интернет-издания Газета.ру Александр Братерский в своё время называл вице-президента Байдена неофициальным куратором украинского направления в администрации Обамы. Позднее в Сенате США потребовали от минюста расследовать украинские связи Байдена. Также политические комментаторы указывали на важную роль Байдена в американском реагировании на свержение Януковича в 2014 году.

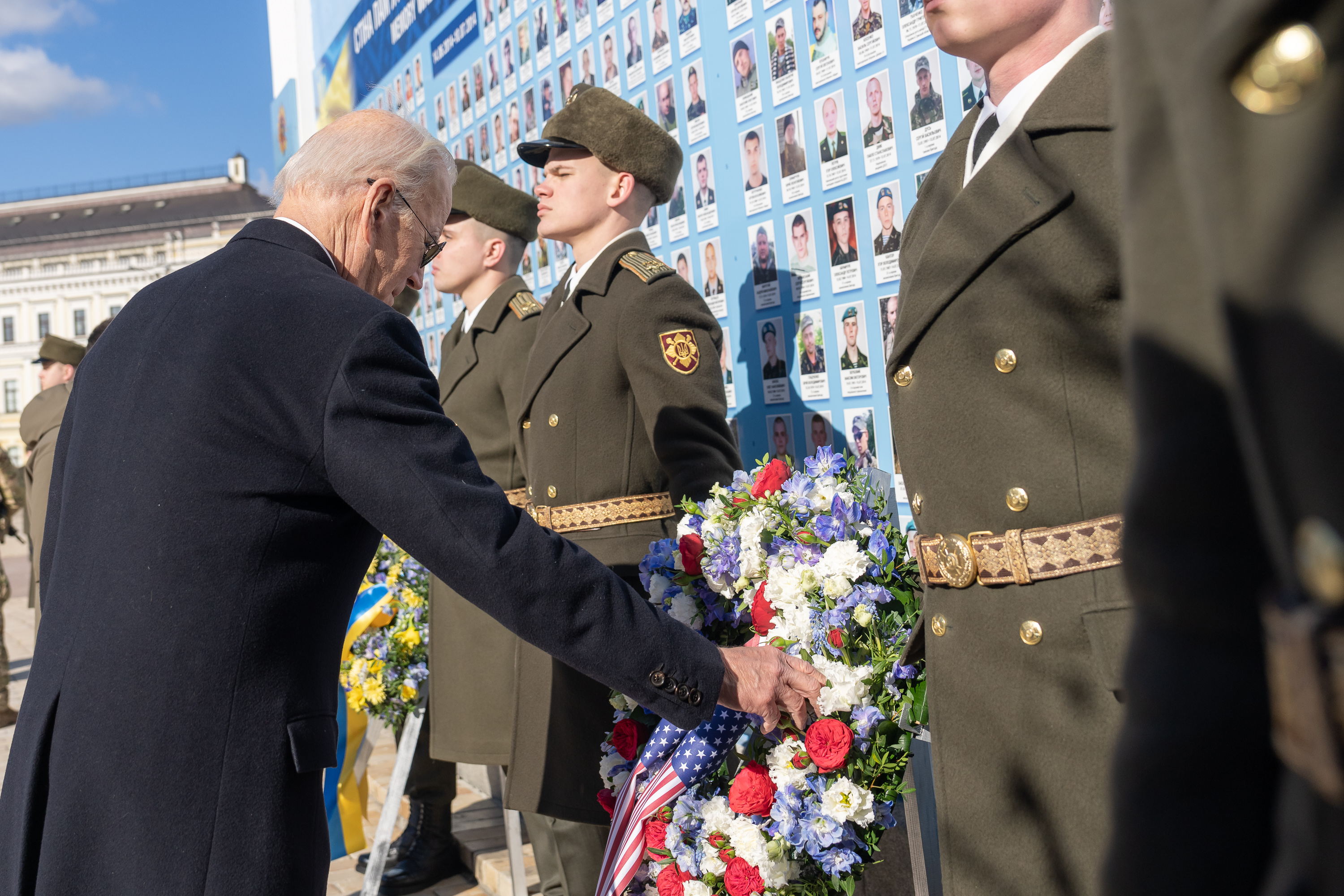
Визит Джо Байдена на Украину, 20 февраля 2023

24 февраля 2022, когда Россия начала полномасштабную военную агрессию против Украины, Байден публично и твёрдо поддержал Киев.
9 мая 2022 года того же года, Байден подписал Закон о ленд-лизе в защиту демократии на Украине, по которому США начинали оказывать Украине существенную военно-техническую помощь.
20 февраля 2023 года неожиданно посетил Киев, где выразил решимость США поддержать Украину перед лицом российской агрессии. Секретная поездка в Киев была совершена на поезде из Польши. Визит в Польшу был объявлен заранее, но о визите на Украину ничего не сообщалось из соображений секретности. Байдена сопровождали: советник по национальной безопасности Джейк Салливан, заместитель начальника президентской администрации Джен О'Майли Диллон и личный помощник Анни Томасини (Annie Tomasini). После встречи с президентом Зеленским, прогулки по Киеву и пресс-конференции Байден покинул Киев.
В мае 2024 года в интервью с журналистами Time Байден заявил, что не готов поддержать вступление Украины в НАТО.

### Предвыборная кампания 2024 года
25 апреля 2023 года официально было объявлено об участии Байдена в президентских выборах 2024 года. Кандидатом в вице-президенты с ним пойдёт снова Камала Харрис, которая сейчас занимает эту же должность.
Байден не участвовал в голосовании на праймериз в Нью-Гэмпшире 23 января, но выиграл их в избирательной кампании, набрав 63,8 % голосов. Позже, 3 февраля выиграл в Южной Каролине, набрав 96,2 % голосов. Байден получил 89,3 % голосов в Неваде и 81,1 % голосов в Мичигане. 5 марта («Супервторник») он выиграл 15 из 16 праймериз, набрав 80 % и более голосов в 13 из них. 12 марта он набрал более 1968 делегатов, необходимых для победы в номинации от Демократической партии, став предполагаемым кандидатом.
Первые президентские дебаты состоялись 27 июня 2024 между Байденом и возможным кандидатом от республиканцев Дональдом Трампом. Выступление Байдена широко раскритиковали. Комментаторы считали, что он часто терял ход мыслей и давал извилистые ответы. Несколько газетных обозревателей объявили Трампа победителем. Опросы показали, что большая часть общественности считает Трампа победителем. После того, как в ходе дебатов возникли вопросы о его здоровье, Байден столкнулся с призывами выйти из предвыборной гонки, в том числе со стороны коллег-демократов и редакций нескольких крупных новостных агентств.
Изначально Байден отказался снимать свою кандидатуру, но 21 июля принял решение выйти из президентской гонки и написал, что сделал это «в интересах моей партии и народа». Решение об уходе было внезапным и создало беспрецедентную ситуацию с выбором нового кандидата на его замену. В качестве своего преемника Байден поддержал Харрис. 22 июля Харрис собрала достаточное количество делегатов, чтобы стать кандидатом в президенты от Демократической партии. Это стало первым случаем, когда действующий президент отказался баллотироваться на переизбрание со времён Линдона Б. Джонсона в 1968 году.

### Деятельность после президентства
На момент ухода с должности Байден был самым пожилым действующим президентом США. Он также стал самым пожилым среди ныне живущих экс-лидеров американского государства — ранее им был 39-й президент Джимми Картер (1924—2024).
22 января 2025 года как бывший президент Байден на страничках своих социальных сетей в Instagram и Facebook призвал «сохранить веру» в Америку и сообщил, что написал и передал прощальное письмо своему преемнику.
15 апреля 2025 года Байден впервые появился на публике после ухода с должности, выступив с речью на национальной Конференции адвокатов, консультантов и представителей лиц с инвалидностью в Чикаго. В ней он раскритиковал действия администрации Трампа из-за миграционной политики, масштабного сокращения численности госслужащих и нового подхода к социальному обеспечению, назвав действия действующего президента «разрушительными».
Байден присутствовал на похоронах папы Франциска в Ватикане 26 апреля 2025 года.

## Личная жизнь

### Семья

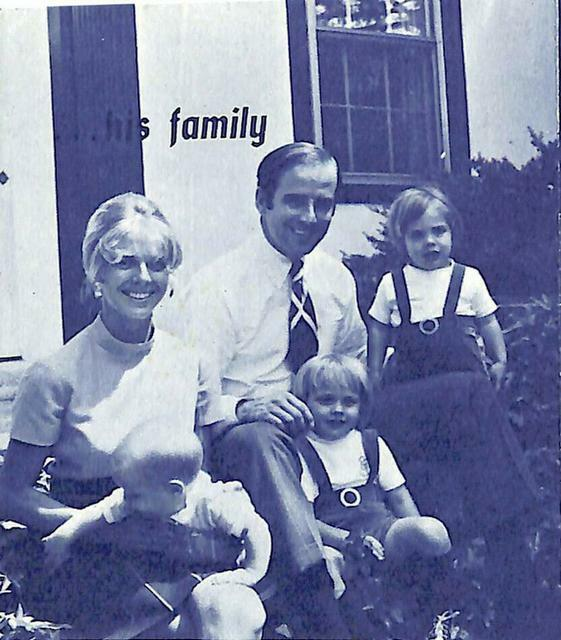
Джо Байден с женой Нейлией и детьми Бо, Хантером и Наоми. 1972 год, за несколько месяцев до семейной трагедии

Впервые Джо Байден женился на Нейлии Хантер (1942—1972), с которой познакомился в Нассау на Багамских островах, где Байден проводил весенние каникулы. Поскольку Байден был католиком, а семья Нейлии — пресвитериане, отец девушки возражал против их отношений, но Нейлии удалось его переубедить. Они поженились 27 августа 1966 года. В семье родились трое детей: Сыновья Бо (1969—2015) и Хантер (род. 1970) и дочь Наоми (1971—1972). 18 декабря 1972 года Нейлия и Наоми погибли в автокатастрофе. Бо и Хантер тоже находились в машине и получили серьёзные травмы, но выжили.
В 1975 году на свидании вслепую Байден встретил учительницу Джилл Трейси Джейкобс Они поженились в часовне Организации Объединённых Наций в Нью-Йорке 17 июня 1977 года. Свой медовый месяц они провели на озере Балатон в Венгерской Народной Республике. Байден приписывает ей возобновление своего интереса к политике и жизни. Байден является католиком и вместе со своей женой Джилл посещает мессу в церкви Святого Иосифа на Брендивайн в Гринвилле, штат Делавэр. Их дочь Эшли Байден (род. 1981) работает социальным работником и замужем за врачом Говардом Крейном.
Бо Байден стал армейским судьёй-защитником в Ираке, а затем генеральным прокурором штата Делавэр; он умер от рака мозга в 2015 году, что причинило его отцу Джо очень глубокую трагедию и печаль. Хантер Байден работал лоббистом и консультантом по инвестициям в Вашингтоне; его деловые отношения и личная жизнь подверглись пристальному вниманию во время президентства его отца.

### Личность и взгляды

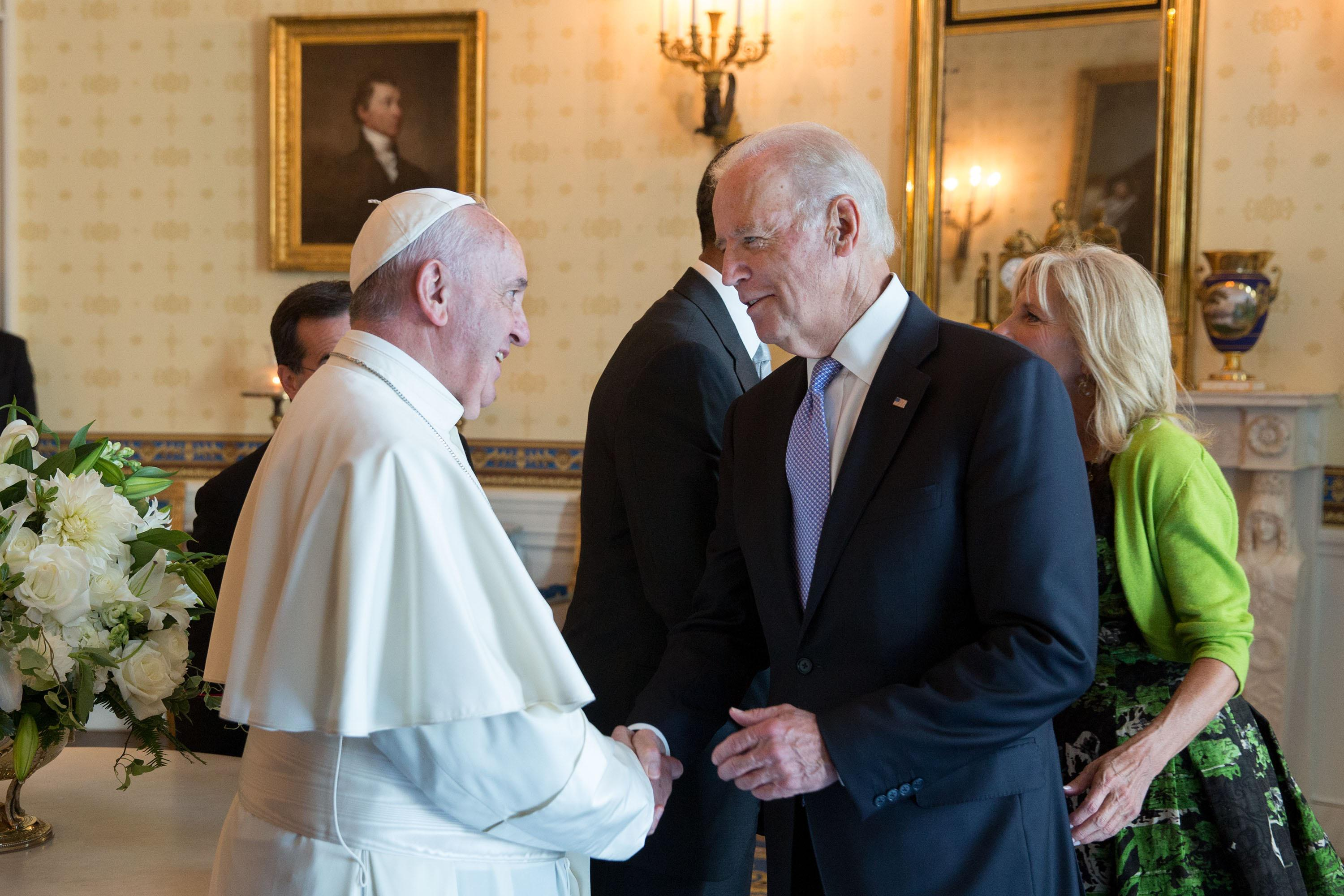
Джозеф Байден и Папа Франциск, 23 сентября 2015.

В детстве Байден сильно заикался, но его речь улучшилась, когда он «разменял третий десяток лет». Байден говорил, что ему удалось улучшить речь, читая поэзию перед зеркалом. Однако есть предположения, что заикание повлияло на его выступление на дебатах Демократической партии 2020 года.
Байден не употребляет алкоголь, так как, по его словам, в его семье «было достаточно алкоголиков».

#### Политические взгляды
Взгляды Байдена в большинстве соответствуют основным составляющим идеологии Демократической партии, а именно: экономический левоцентризм, американский политический либерализм, культурный либерализм и американский прогрессивизм.

#### Религиозные взгляды
Байден исповедует католицизм и отмечал социальное учение католической церкви. Он регулярно посещает церковные богослужения Католической церкви США.

## Состояние здоровья
Согласно плановому медицинскому осмотру 2023 года, у Байдена лёгкая сенсорная периферическая невропатия, несколько скованная походка из-за артрита позвоночника и последствий травмы. Никаких признаков снижения когнитивных функций или деменции отмечено не было.
Во время предвыборной компании в 2024 году на президентских дебатах 27 июня между Джо Байденом и Дональдом Трампом комментаторы отмечали, что Байден говорил хриплым голосом, несколько раз не мог вспомнить статистику, терял ход мыслей и давал бессвязные ответы. Байден получил многочисленные призывы отказаться от участия в выборах. К 19 июля число высокопоставленных демократов, призывавших его уйти, превысило 30 человек.
16 мая 2025 года у Байдена диагностировали раковую опухоль простаты агрессивной формы (с оценкой 9 по шкале Глисона).

## Критика
Во время предвыборной гонки 2020 года Дональд Трамп назвал Джо Байдена «Сонным Джо». Прозвище получило распространение в Tik Tok и Твиттере и, согласно исследованиям, стало встречаться чаще, чем «Суперкубок» и мюзикл «Гамильтон». Только за 7 месяцев 2020 года хештег «#SleepyJoe» был размещён в Facebook, Twitter, Reddit и YouTube более 4 миллионов раз.
Телеканал CNN сообщил в апреле 2022 года, что рейтинг доверия Байдену достиг рекордно низкого показателя.
Опрос, проведённый Washington Post-ABC News в начале мая 2023 года, показал, что 6 из 10 американских респондентов считают, что у Байдена нет физического здоровья или остроты ума, необходимых для выполнения обязанностей президента США.

1 декабря 2024 года Джо Байден помиловал своего сына Хантера, которого обвиняли в незаконном хранении оружия и нарушении налогового законодательства:
Я подписал указ о помиловании моего сына Хантера. С того дня, как я вступил в должность, я сказал, что не буду вмешиваться в принятие решений Министерством юстиции, и я сдержал свое слово, даже когда наблюдал за тем, как моего сына избирательно и несправедливо преследуют в судебном порядке.
2 декабря 2024 года избранный президент США Дональд Трамп назвал решение Байдена помиловать Хантера примером «злоупотребления и нарушения правосудия».

## Политические скандалы против Байдена

### «Украинагейт»
В сентябре 2019 года президент США Дональд Трамп был обвинён в злоупотреблении властью с целью получения компрометирующих материалов против Джо Байдена в обмен на оказание Украине финансовой и военной помощи. Это было связано с тем, что после украинских событий отношения с Украиной в администрации Барака Обамы курировал Джо Байден. В апреле 2014 года сын Байдена Хантер вошёл в совет директоров украинской энергетической фирмы Burisma Holdings — крупнейшей негосударственной компании, занимавшейся добычей природного газа на Украине. За свои услуги, как утверждается, он получал до 50 тысяч долларов в месяц.
В отношении владельца компании Burisma Николая Злочевского ещё в 2012 году, при президенте Януковиче, генеральная прокуратура Украины начала расследование в связи с обвинениями в отмывании денег, уклонении от уплаты налогов и коррупции.
В ходе расследования, проводившегося в Великобритании в 2014 году, британские власти заморозили в Великобритании активы Злочевского, однако расследование было закрыто из-за отсутствия доказательств.
В 2015 году Виктор Шокин, назначенный новым генеральным прокурором Украины, продолжил доставшееся ему по наследству расследование.
В администрации Обамы, однако, заявляли о своей обеспокоенности тем, что Шокин в недостаточной мере борется с коррупцией на Украине, защищает политическую элиту, что «препятствует усилиям по борьбе с коррупцией».
По словам Шокина, администрация США стала препятствовать его расследованию в отношении Burisma Holdings. Сначала летом 2015 года американский посол на Украине Джеффри Пайетт намекнул, что расследование должно вестись в «белых перчатках» (прокурор интерпретировал это как указание ничего не делать). Затем весной 2016 года вице-президент Джо Байден, по его собственным словам, потребовал от президента Петра Порошенко немедленного увольнения Шокина, иначе Украине не будут предоставлены кредитные гарантии на 1 млрд долларов. Шокин был отправлен на пенсию и позже высказал версию о том, что причиной его отставки стало расследование возможных злоупотреблений компании Burisma и арест активов Burisma.
Сменивший Шокина Юрий Луценко передал дело в созданное при поддержке США Национальное антикоррупционное бюро Украины, где его постепенно замяли. Через год Луценко объявил, что все судебные разбирательства и находящиеся на рассмотрении обвинения против Злочевского «полностью закрыты». В мае 2019 года Луценко заявлял, что никаких доказательств неправомерных действий со стороны Хантера Байдена не было обнаружено, но сам Луценко, по его словам, якобы собирался предоставить генеральному прокурору США Уильяму Барру информацию о выплатах членам совета директоров Burisma, чтобы американские власти могли проверить, включал ли Хантер Байден эти выплаты в свою налоговую декларацию.
Как отмечают американские СМИ, нет никаких доказательств того, что действия Джо Байдена в отношении Украины имели целью защитить компанию Burisma, в совет директоров которой входил его сын, хотя и Дональд Трамп, и его личный адвокат Руди Джулиани высказывают такие предположения.
После того как информация о звонке стала известна американским СМИ, спикер Палаты представителей Нэнси Пелоси инициировала расследование, предваряющее процедуру импичмента президента Трампа. В американской прессе скандал получил название «Украинагейт».

## Награды
Американские

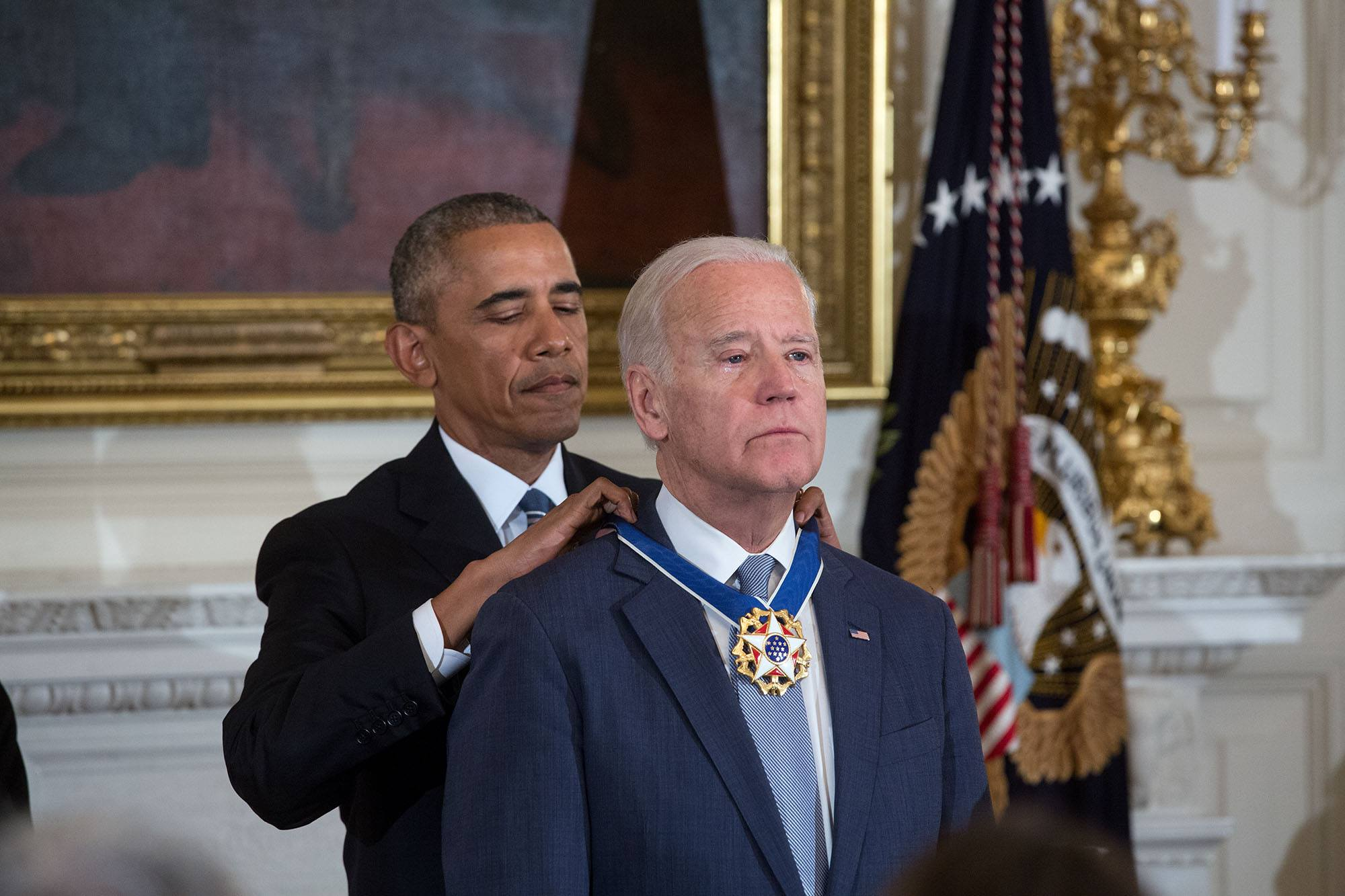
Президент США Барак Обама награждает вице-президента Байдена президентской медалью Свободы

- Почётная медаль острова Эллис (1992)[244][245].
- Премия Афинагора в области прав человека (2015)[246].
- Президентская Медаль Свободы с отличием (2017)[247]; высшая государственная награда США для гражданских лиц[248][249].

Иностранные
- Гранд-офицер ордена Великого князя Литовского Гядиминаса (24 января 2001, Литва)[250]
- Орден Креста земли Марии I степени (5 февраля 2004, Эстония)[251].
- Орден Трёх звёзд II степени (17 февраля 2006, Латвия)[252][253].
- Орден Пакистана со звездой (2009, Пакистан)[254][255].
- Орден Свободы (2009, Республика Косово)[256]
- Орден Победы имени Святого Георгия (2009, Грузия)[257][258][259].
- Медаль Обязательств перед Ираком (2011, Ирак)[260][261].
- Орден Бояки (2016, Колумбия)[262]
- Орден Свободы (23 августа 2017, Украина) — за весомый личный вклад в укрепление международного авторитета Украинского государства, популяризацию её исторического наследия и современных достижений[263].
- Большой командорский крест ордена Витаутаса Великого (3 июля 2018, Литва)[264].
- Орден Большой звезды Черногории (2018, Черногория)[265].
- Президентская медаль (2022, Израиль)[266].
- Золотая цепь ордена Витаутаса Великого (10 июля 2023, Литва)[267]
- Особая степень Большого креста ордена «За заслуги перед Федеративной Республикой Германия» (2024, Германия)[268]

## Мемуары
- Джо Байден «Обещай мне, папа» (2017)[269].

## Названия в честь Джо Байдена
Syllipsimopodi bideni — новый вид морских животных, древних головоногих моллюсков, описанный 8 марта 2022 года американскими палеонтологами, назван в честь Президента США Джозефа Р. Байдена.